# شهرستان چونگیانگ
شهرستان چونگیانگ (به لاتین: Chongyang County) یک منطقهٔ مسکونی در چین است که در شیانینگ واقع شده‌است. شهرستان چونگیانگ ۱٬۹۶۸ کیلومتر مربع مساحت و ۴۶۹٬۰۰۰ نفر جمعیت دارد.